# Lawrie Tierney
Lawrence James William „Lawrie“ Tierney (* 4. April 1959 in Leith; † 6. Dezember 2011 in Phoenix, Arizona) war ein schottischer Fußballspieler.

## Werdegang
Tierney begann mit dem Fußballspielen beim Salvesen Boys Club, den er 1976 in Richtung Heart of Midlothian verließ. In der Spielzeit 1977/78 rückte er in die Wettkampfmannschaft auf und war eine der tragenden Säulen, als die Mannschaft nach dem ersten Abstieg aus der Erstklassigkeit in der Vereinsgeschichte im Vorjahr wieder in die Scottish Football League Premier Division aufstieg. Dort konnte sich die Mannschaft jedoch nicht etablieren und stieg 1979 wieder ab, parallel hatte auch Tierney keinen Erfolg und nach immer seltener werdenden Einsätzen wurde er im Februar 1980 an den Erstligisten Hibernian Edinburgh abgegeben. Dort blieb ihm ebenso der große Erfolg verwehrt wie bei seiner folgenden Station, als er in der Spielzeit 1980/81 in der englischen Fourth Division für Wigan Athletic auflief.
1981 ging Tierney in die Major Indoor Soccer League (MISL) und die North American Soccer League (NASL). Zunächst spielte er dort bis Januar 1983 für Phoenix Inferno, nach dem finanziellen Zusammenbruch des Franchises wechselte er zu den Golden Bay Earthquakes. 1983/84 spielte er noch für die neu gegründete Mannschaft der Tacoma Stars in der MISL, über seine weitere Karriere nach Auflösung der NASL 1984 ist nichts bekannt.
Tierney blieb nach seinem Karriereende dauerhaft in den Vereinigten Staaten. Dort starb er Ende 2011 in Phoenix im Alter von 52 Jahren.